# BOY STORY
BOY STORY（韓語：보이스토리）是由JYP娛樂中國子公司北京傑偉品文化與騰訊音樂娛樂集團（TME) 共同合資創辦的新聲娛樂（NCC Entertainment）於2018年在中國推出的首組6人的嘻哈男團。出道平均年齡12歲，亦是當時JYP娛樂旗下出道均齡最小的男團。
6位成員皆自2016年在中國製作的公路選秀節目《怪蜀黍來了》(未播出）選拔而出，後赴韓國JYP培訓。自2017年9月起，以「Real！project」特別企劃陸續推出4首單曲為出道暖身並於2018年9月21日正式於中國出道。
2025年5月1日-5月5日，新声娱乐官方发布了2016年选秀《怪蜀黍来了》和韩国受训时期的记录，随后BOY STORY 三名成员在微博直播上官宣畢業。

## 成員列表
- 粗體字為隊長

| 賈涵予 | 가한위   | Jia Han-Yu   | 2004年5月20日 河南省駐馬店市             | 隊長、Rap、主領舞、特技           | 賈寶     |
| 李梓豪 | 이즈하오 | Li Zi-Hao    | 2004年10月22日 天津市                    | 主領舞、Rap、頭腦擔當、女團舞擔當 | 祺祺     |
| 賀鑫隆 | 허씬롱   | He Xin-Long  | 2005年3月11日（20歲） 山西省太原市       | 領舞、肌肉擔當、Rap、B-box        | 隆隆     |
| 于澤宇   | 위저위   | Yu Ze-Yu     | 2005年12月24日 天津市                    | 主唱、門面、Rap                   | 小宇     |
| 苟明睿 | 구밍루이 | Gou Ming-Rui | 2006年8月28日（18歲） 四川省巴中市       | 主唱、特技、吃貨、人體復印機      | 苟苟     |
| 任書漾 | 련슈양   | Ren Shu-Yang | 2007年4月24日（17歲） 山西省晉中市平遙縣 | 忙内、主唱、高音、小孩哥          | 書漾寶寶 |

## 經歷
Boy Story是JYP娛樂在「K-pop 3.0」或「全球化本土化」願景下成立的第一個組合。自2017年9月開始，Boy Story開啟了為期一年的「Real Project」出道預熱計劃。9月8日，推出了組合的首支單曲《How Old R U》；9月1日，推出組合首支單曲《HOW OLD R U》；10月2日，完成了組合的首個舞臺表演，參加在香港舉行的「國慶青年音樂會」，表演了舞蹈《BURN》及歌曲《HOW OLD R U》；11月29日，獲得亞洲音樂盛典最佳嘻哈新人組合獎；12月15日，推出組合第2支單曲《Can’t Stop》，在一周內拿下國內四大音樂榜單首位，而MV在國內上線12小時點擊量則突破500萬。
2018年1月19日，Boy Story獲得FEIA頒獎盛典年度風尚活力組合獎；2月8日，首次登上央視舞臺，參加了CCTV網路春晚；3月30日，推出組合第3支單曲《Jump Up》；6月12日，推出組合第4支單曲《Handz Up》；9月21日，推出單曲《Enough》正式出道，並舉行了出道SHOWCASE巡演活動；11月22日，推出感謝粉絲的單曲《For U》；12月7日，參加互動類綜藝節目《我們一起上春晚》。
2019年，Boy Story開啟「養成系IDOL2.0 Growing Project（成長計劃）」。1月15日，獲得FEIA頒獎盛典「年度最具期待組合」；3月29日，發布單曲《Oh My Gosh》；7月26日，發布單曲《Too Busy》並與王嘉爾合作；10月，受邀登上泰國IMPACT ARENA舉行的「KCON 2019 THAILAND」舞臺；12月25日，發布自作曲習作集《I=U=WE:序》的先行曲《如果（If..）》。
2020年1月6日，推出自作曲習作集《I=U=WE:序》，收錄了包括《如果（If..）》和《Energy》在內的5首歌曲；5月6日，舉行首場線上演唱會「STAGE: On Air」，觀看人數達81萬；7月4日，第二場「STAGE: On Air」線上演唱會實時觀眾人數達338萬；9月1日，舉行第三場「STAGE: On Air」線上演唱會，實時觀眾人數達135萬，三場演唱會的累計觀眾總數達500萬。9月20日，組合舉行線上粉絲見面會「FLY 2 U」，觀眾人數達56萬；10月28日，為網絡劇《乘風少年》演唱原聲帶《WAI》。11月27日，發行專輯《I=U=WE》企劃三部曲的第一部《I=U=WE：我》。
2021年，Boy Story持續活動。4月28日，翻唱火箭少女101的單曲《卡路里》；5月9日，發布歌曲《聽我說》；7月16日，推出單曲《Cookin' Fo Ya》；8月20日，發行《I=U=WE》企劃三部曲的第二部《I=U=WE：你》。
2022年，Boy Story參加多個節目。5月5日，參加五四青年節特別舞臺《中國節拍——舞動青春》；9月，加盟節目《為了我們的榮耀》。
2023年1月1日，參加《閃亮的日子》元旦聯歡會；1月18日，參加《2022微博音樂盛典》；4月28日，發布單曲《哈？！(what's poppin)》；7月28日，發行第二張EP專輯《Z.I.P》。
2024年2月3日，Boy Story發行第三張EP專輯《極》，其中包含主打曲《Alpha》。6月8日，參加大型國際文化交流節目《美美與共》，演唱《小城夏天》；7月12日，發行第四張專輯《UP》。9月25日，加盟《2024微博音樂盛典》。

## 音樂作品

### 數位單曲
- How Old R U（2017年9月1日）
- Can't Stop（2017年12月15日）
- JUMP UP （2018年3月30日）
- Handz Up（2018年6月12日）
- Enough (2018年9月20日）
- 奇妙里 （2018年10月21日）
- OH MY GOSH（2019年3月29日）
- TOO BUSY（2019年7月26日）
- 哈?! (What's Poppin)（2023年4月28日）

### Fan Song
- FOR U（2018年11月22日）
- For Us（2022年12月23日）
- 友友（2023年1月1日）

### 數字專輯
- I=U=WE：序 (2020年1月6日)
  - Intro : BOYSTORY
  - 如果 （IF…）
  - ENERGY
  - 序 ；告白 （ONLY YOU）
  - Outro : 彼此 （BELIEVE US）
- I=U=WE：我 (2020年11月27日)
  - IDENTITY {ID} —主打曲
  - 苦甜 （BITTER SWEET)
- I=U=WE：你 (2021年9月14日）
  - 做你自己 （BE URSELF）—主打曲
  - MONSTER — 先行曲（2021年8月11日）

### 正規專輯
- WE (I=U=WE 三部曲最終章)（2022年9月3日)
  - All About "WE"—先行曲（2022年8月25日）
  - WW (We Will)—主打曲
- Z.I.P（2023年7月28日）
  - Z.I.P-主打曲
  - On the way
- Alpha（2024年2月3日）
  - Alpha-主打曲
  - Please
- Pump !t UP（2024年7月12日）
  - Pump !t UP-主打曲
  - Sunr!se

### 廣告單曲
- 奇妙里（2018年10月22日）
- Cookin' Fo Ya (2021年7月16日)

### 合作單曲
- 元氣滿分 - 段奧娟 (ft：BOY STORY)  (2020年9月1號)
- GUMMY CANDY LOVE - 庞加斯顿 (ft：BOY STORY)  (2024年6月13號)
- Teardrops - 张子墨z!mooo/涵予/梓豪/鑫隆/Brandon Beal/BOY STORY

### OST
- WAI（電視劇《乘風少年》插曲）(2020年11月3日)

### 其他
- 聽我說（2021年5月9日）(母親節單曲)
- Yes Day (2023年6月30日) (青春勵志單曲)

## 影视作品

### 音樂錄影帶
| 年份   | 發布日期 | 收錄專輯                   | M/V                    | Performance Video |
| ------ | -------- | -------------------------- | ---------------------- | ----------------- |
| 2017年 | 9月1日   | 《How Old R U》            | How Old R U            | -                 |
| 2017年 | 12月14日 | 《Can't Stop》             | Can't Stop             | Can't Stop        |
| 2018年 | 3月29日  | 《JUMP UP》                | JUMP UP                | -                 |
| 2018年 | 6月11日  | 《Handz Up》               | Handz Up               | Handz Up          |
| 2018年 | 10月21日 | 《奇妙里（Stay Magical）》 | 奇妙里（Stay Magical） | -                 |
| 2018年 | 11月22日 | 《For U》                  | For U                  | -                 |
| 2018年 | 9月21日  | 《Enough》                 | Enough                 | Enough            |
| 2019年 | 3月29日  | 《Oh My Gosh》             | Oh My Gosh             | Oh My Gosh        |
| 2019年 | 7月26日  | 《Too Busy》               | Too Busy               | Too Busy          |
| 2020年 | 1月6日   | 《I=U=WE:序》              | -                      | -                 |
| 2020年 | 11月27日 | 《I=U=WE:我》              | -                      | -                 |
| 2021年 |          |                            |                        |                   |
| 2022年 |          |                            |                        |                   |
| 2023年 |          |                            |                        |                   |

## 媒體作品

### 出版物
| 出版日期 | 名稱           | 期數 | 備註   |
| -------- | -------------- | ---- | ------ |
| 2017-07  | ICON-F時尚畫報 |      | 電子刊 |

## 演唱會/巡演
| 年份 | 日期     | 名稱                        | 演唱會地點                    | 備註                 |
| ---- | -------- | --------------------------- | ----------------------------- | -------------------- |
| 2018 | 9月22日  | 《'ENOUGH' DEBUT SHOWCASE》 | 廣州 \| ROCKHOUSE             | 出道Showcase         |
| 2018 | 9月24日  | 《'ENOUGH' DEBUT SHOWCASE》 | 台北WESTAR                    | 出道Showcase         |
| 2018 | 9月29日  | 《'ENOUGH' DEBUT SHOWCASE》 | 上海 \| MODERNSKY LAB         | 出道Showcase         |
| 2018 | 10月14日 | 《'ENOUGH' DEBUT SHOWCASE》 | 北京 \| TANGO LIVE            | 出道Showcase         |
| 2020 | 2月22日  | 《少年的告白》              | 南京 \| 太陽宫劇院            | 因疫情無限延期       |
| 2021 | 5月15日  | 《'I=U=WE : 我'》           | 上海 \| 國家會展中心虹館EH    | 線上線下同步         |
| 2022 | 9月10日  | 《WE STORY》                | 南京 \| 文化藝術中心大劇場    | 因疫情取消           |
| 2022 | 9月25日  | 《WE STORY》                | 廣州 \| 中山紀念堂            | 原本延期又因疫情取消 |
| 2023 | 8月12日  | 《Z．I．P》                 | 成都 \| CH8冇独空间（完美店） |                      |
| 2023 | 8月20日  | 《Z．I．P》                 | 廣州 \| 大麥66LiveHouse       |                      |
| 2023 | 8月27日  | 《Z．I．P》                 | 南京 \| 稻香音樂空間          |                      |
| 2023 | 9月17日  | 《Z．I．P》                 | 長沙 \| 易度時光LiveHouse     |                      |
| 2023 | 9月23日  | 《Z．I．P》                 | 天津 \| 大麥66LiveHouse       |                      |
| 2024 | 2月3日   | 《極》                      | 上海 \| 蜚聲LIVE              |                      |
| 2024 | 2月24日  | 《極》                      | 廣州 \| 久米空間              |                      |
| 2024 | 3月23日  | 《極》                      | 武漢 \| 不晚LIVE              |                      |
| 2024 | 3月24日  | 《極》                      | 長沙 \| 易度時光              |                      |
| 2024 | 4月4日   | 《極》                      | 杭州 \| SOFUN LIVE            |                      |
| 2024 | 4月20日  | 《極》                      | 成都 \| CH8綠樹演藝中心       |                      |
| 2024 | 7月13日  | 「LEVEL UP」FAN-LIVE        | 重庆·蜚声 PHASE LIVEHOUSE     |                      |
| 2024 | 7月28日  | 「LEVEL UP」FAN-LIVE        | 上海·蜚声 PHASE LIVEHOUSE     |                      |
| 2024 | 8月3號   | 「LEVEL UP」FAN-LIVE        | 南京 \| 1701 LIVE HOUSE MAX   |                      |
| 2024 | 8月24日  | 「LEVEL UP」FAN-LIVE        | 长沙 • 达丰空间               |                      |
| 2024 | 11月10日 | 「LEVEL UP」FAN-LIVE        | 天津 \| SOULSENSE             |                      |

### 週年活動
| 年份 | 名稱           | 地點                    |
| ---- | -------------- | ----------------------- |
| 2024 | 男故學院開學季 | 廣州 \| 大麥66LiveHouse |

### 參演活動
| 年份 | 日期     | 名稱                               | 地點                               | 備註                       |
| ---- | -------- | ---------------------------------- | ---------------------------------- | -------------------------- |
| 2024 | 7月20日  | TMEA腾讯音乐娱乐盛典               | 澳門 \| 銀河綜藝館                 |                            |
| 2024 | 7月26日  | 蔚山夏季音樂節 X Show! 音樂中心    | 蔚山                               |                            |
| 2024 | 8月11日  |                                    |                                    |                            |
| 2024 | 8月25日  | 魔芋爽快閃店一日店長               | 长沙-黄兴广场                      |                            |
| 2024 | 9月15日  | 造星计划5.0                        | 龙湖上海闵行天街                   |                            |
| 2024 | 9月15日  | 來伊份24周年感恩慶生趴             | 上海九新公路855號 來伊份倉儲會員店 |                            |
| 2024 | 9月16日  | FULLMOON颁奖盛典暨满月烟花音乐节   | 常州新龙生态林                     |                            |
| 2024 | 10月1日  | 動聽之城 • 微醺季                  | 煙台紅酒海岸藝術展演               | 明睿、書漾不出演           |
| 2024 | 10月5日  | ECLECTIC EXPERIENCE MUSIC FESTIVAL | INDONESIA ARENA JAKARTA            | 出道以來第一個四面舞台演出 |
| 2024 | 10月26日 | Together For Love                  | 上海拾叁唐Liveshow                 | 狐朋芭友音乐会公益场       |
| 2024 | 11月2日  | 發呆音樂節                         | 桂林 \| 陽朔新城區音樂大草坪       |                            |

## 代言
| 年份 | 品牌         | 頭銜     | 備註 |
| ---- | ------------ | -------- | ---- |
| 2024 | 喜來健按摩椅 | 宣傳大使 |      |

## 獎項與榮譽

### 大型颁奖礼奖项
| 年份 | 名稱         | 獎項               | 提名項目  | 結果 |
| ---- | ------------ | ------------------ | --------- | ---- |
| 2017 | 亚洲音乐盛典 | 最佳嘻哈新人组合奖 | BOY STORY | 獲獎 |
| 2018 | FEIA颁奖盛典 | 年度风尚活力组合奖 | BOY STORY | 獲獎 |
| 2019 | FEIA颁奖盛典 | 年度最具期待组合奖 | BOY STORY | 獲獎 |
| 2019 | 腾讯音乐盛典 | QQ音乐新势力       | BOY STORY | 獲獎 |
| 2023 | 微博音乐盛典 | 年度新銳團體       | BOY STORY | 獲獎 |
| 2024 | 微博音乐盛典 | 年度突破樂隊組合   | BOY STORY | 獲獎 |

## 外部連結
| - YouTube上的BOY STORY頻道（简体中文）（英文）（） - BOY STORY的Instagram帳戶（简体中文）（英文） - BOY STORY的新浪微博（简体中文） - BOY STORY的X（前Twitter）（简体中文）（英文） - BOY STORY的哔哩哔哩个人空间（简体中文） - BOY STORY的抖音账号（简体中文） - JYPE官網上的BOY STORY | 成员个人微博 - 涵予的新浪微博 - 梓豪的新浪微博 - 鑫隆的新浪微博 - 泽宇的新浪微博 - 明睿的新浪微博 - 书漾的新浪微博 |